# Thuristar
Thuristar es una empresa de producción, financiamiento y desarrollo de contenido para películas, TV, internet y móviles con un enfoque hacia la narración de historias, aspecto y música. Joeri Christiaen es el CEO actual de Thuristar y su fundador. Thuristar es dirigido por Joeri Christiaen, Perrine Gauthier, Frederik Segers y Manu Garijo.
- Datos: Q30916523